# هيثم الرشيد
هيثم الرشيد بخيت مهدي لاعب كرة قدم سوداني دولي سابق. ويشغل حالياً منصب عضو مجلس الإدارة بنادي المريخ.

## المسيرة المهنية
بدأ كمهاجم في نادي أهلي مدني ثم انتقل إلى المريخ وتألق وحقق معه العديد من الألقاب. ثم عاد إلى ود مدني ولعب في نادي جزيرة الفيل. وأخيراً مع نادي شعب حضرموت اليمني.
كما لعب مع المنتخب الوطني في تصفيات كأس العالم وكأس أفريقيا. وخاض 31 مباراة منها 29 رسمية، وسجل 7 أهداف.
بعد اعتزاله توجه إلى التدريب وأشرف على نادي إشراقة في مدينة القضارف بشرق السودان.

## الإنجازات

### المريخ
- الدوري السوداني الممتاز (3): 2000، 2001، 2002.
- كأس السودان (2): 2001، 2005.